# Immergentiidae
Immergentiidae is een familie van mosdiertjes uit de orde Ctenostomatida en de klasse van de Gymnolaemata. De wetenschappelijke naam ervan is in 1946 voor het eerst geldig gepubliceerd door Lars Silén.

## Geslacht
- Immergentia Silén, 1946